# بنفشه شرق دور
 بنفشه شرق دور(نام علمی: Viola mandshurica) نام یک گونه از سرده بنفشه است.